# イツカ波ノ彼方ニ
イツカ波ノ彼方ニ（いつかなみのかなたに）は、2005年10月29日公開の日本の映画。平岡祐太の初主演映画。
英語タイトル「A DAY BEYOND THE HORIZON」。
沖縄（劇中では明確に言及していない）の風習に基く生死観を、浦島太郎及び龍宮伝説をモチーフに描いているが、それぞれについての深い予備知識がないと難解。
一方で、ひとつの予備知識（例えば、アメリカ南部のデルタブルースの巨人・ロバート・ジョンソンの「十字路と悪魔」の伝説についてなど）を得るたびに連鎖的に解釈の幅が広がるため、見るごとに印象が異なる映画。
沖縄で親しまれている妖怪・キジムナーが、その姿をスクリーンに現した日本初の映画でもある。主に沖縄本島南部の佐敷町（現・南城市佐敷）で撮影された。

## キャスト
- アキ：平岡祐太
- イチゴ：加藤ローサ
- 勝男：大森南朋
- 横浜：曽根英樹
- その他：瀬名波孝子／宮城兵幸／名護明彦／ジョニー宜野湾／安孫子政人

## ストーリー
幼い頃、亀に乗って竜宮城へ行くことを夢見ていたアキ（平岡祐太）と勝男（大森南朋）。ずっとその夢を追い続けながら沖縄で地道に働く勝男と、都会に憧れ島を出たアキは、いつしか別々の人生を歩いていた。しかし夢もやりたいことも見つからず、トラブルを起こしたアキは、勝男を頼りに沖縄へと逃げ帰ってくる。面倒に巻き込まれたくないと思いながらも、アキを放っておけない勝男。そして勝男はまた、未だ竜宮城へ行けないことを思い悩んでいた。
そんな中、浜で記憶を失って倒れていた謎の美少女・イチゴ（加藤ローサ）を 勝男が助けたことから、二人の運命は大きく変わっていく。海を見ると涙がとまらないというイチゴに、乙姫をダブらせる勝男。一方、突然のイチゴの出現にとまどうアキだったが、イチゴの明るく前向きな性格に いつしか微妙な感情が生まれていた…。そしてアキは勝男の元に身を寄せる盲目のボクサーのツヨシやサンシン弾きの青年らとの出会いの中で、次第に本当に大切なことが何なのかを模索し始める。
本当にしたい事が見つからず苦しむアキ。そして竜宮城への夢を見続けた勝男。自分が何者なのかもわからないイチゴ。  
現代の対称的な若者たちの生き様が、沖縄の風光の中に土着の文化や伝統を織り込みながら描かれる。

## スタッフ
- 企画・プロデュース：小林智浩
- プロデューサー：山下暉人／前田茂司／平田幸仁
- 監督：丹野雅仁
- 脚本：丹野雅仁／おおぎゆたか
- 脚本協力：渡辺一志
- 音楽：野島健太郎
- 撮影：今泉尚亮
- 照明：白石成一
- 録音：吉田憲義
- 美術：坂本朗
- 助監督：瀬戸慎吾
- 制作担当：坂井正徳
- スチル写真：神谷智次郎
- 沖縄スーパーバイザー：瀬底正樹
- 協力：津波古梁山泊・山の会
- 制作：楽映舎
- 製作・配給：日本出版販売／エキスプレス